# Tricholoma portentosum

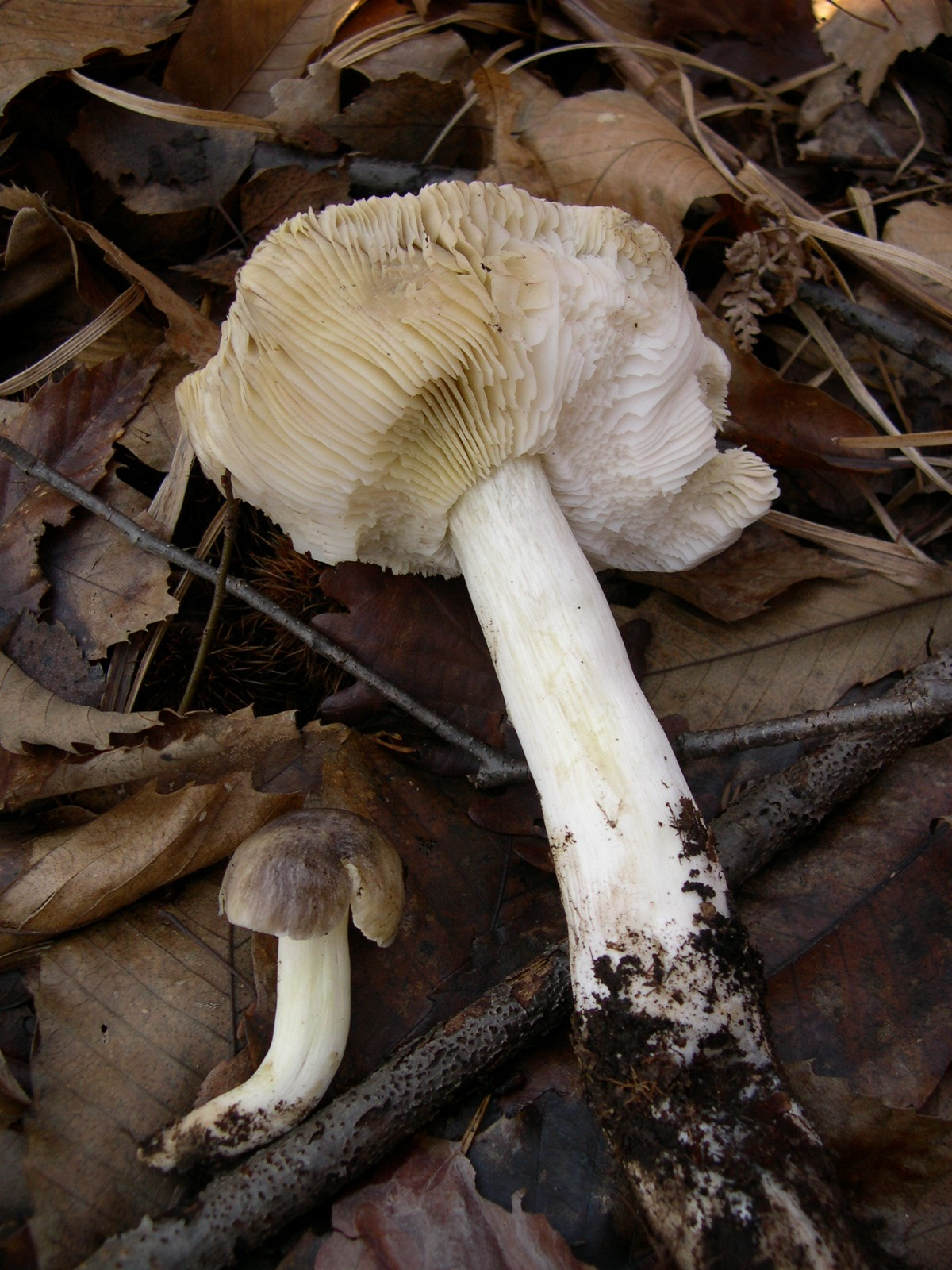
Tricholoma portentosum

Tricholoma portentosum (Fr.) Quél., Mém. Soc. Émul. Montbéliard, Sér. 2 5: 338 (1872)
Il Tricholoma portentosum è un apprezzato fungo commestibile, che si distingue per i riflessi e le sfumature gialle sul carpoforo e nella carne. Nella Liguria occidentale e nel basso cuneese è conosciuto col nome gergale di "cicalotto" o, più raramente "cicotto" . Ne esiste anche una varietà, più rara, col cappello color giallo limone pallido.

## Tassonomia
La specie fu inizialmente descritta nel 1821 come Agaricus portentosus dallo svedese Elias Magnus Fries nella sua monumentale opera micologica Systema mycologicum e nel successivo addendum. Il genere Agaricus aveva allora una definizione ben più larga di quella attuale e si avvicinava all'ordine Agaricales.
Nel 1874 la specie fu assegnata al genere Tricholoma da Lucien Quélet, nel suo lavoro Les champignons du Jura et des Vosges. Nel 1888 tuttavia lo stesso autore cambiò idea e la posizionò nel nuovo genere Gyrophila.
Nel 1914 William Alphonso Murrill incluse la specie nel genere Melanoleuca, di cui propose una ridefinizione. La specie, di classificazione non agevole, subì ancora varie riclassificazioni, fino a che nel 1918 fu assegnata al genere Tricholoma da Auguste Sartory e Louis Maire nel loro lavoro Synopsis du genre Tricholoma. Da allora la specie è considerata un elemento fondamentale di questo genere.

## Descrizione della specie
Cappello
5–10 cm di diametro, convesso-campanulato, poi spianato e umbonato; di colore da grigio-cenere con finissime strie raggiate innate spesso volgenti al giallastro o al violaceo; margine involuto, talvolta fessurato.
Lamelle
Da biancastre a giallo-limone chiaro, spaziate, alte, unite al gambo.
Gambo
Bianco, poi con sfumature giallo-limone; cilindrico, un po' ingrossato alla base, pieno ma a maturità midolloso e cavo; può raggiungere fino a 12 cm circa di altezza e uno spessore di 1–3 cm.
Spore
Ovoidali o ellittiche, bianche in massa, 7-8 x 3-5 µm.
Carne
Bianca, scura sotto la cuticola.
- Odore: grato, di farina fresca, leggero ed incostante; strofinare il carpoforo.
- Sapore: analogo, dolciastro.

## Commestibilità

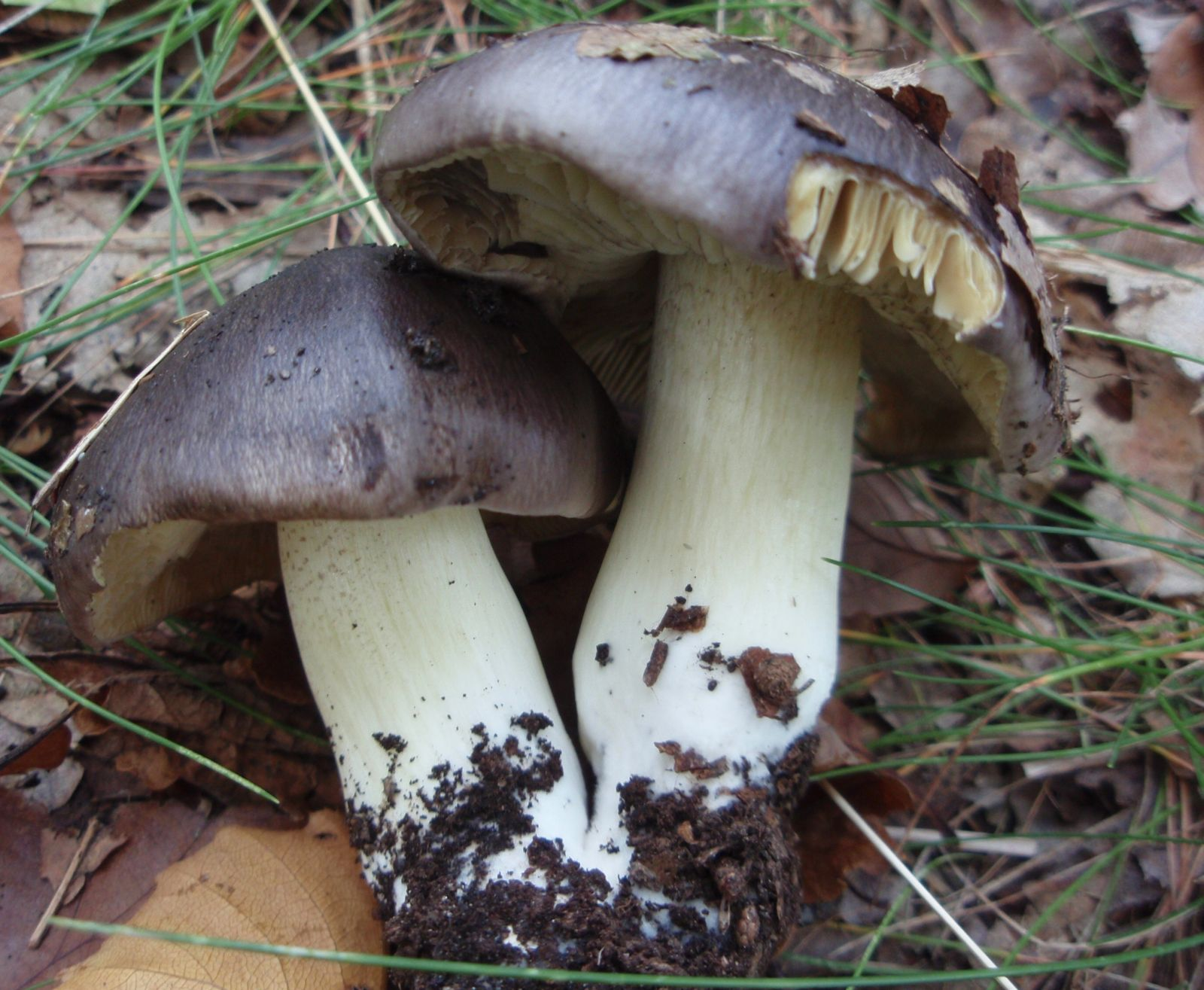
T. portentosum, coppia di esemplari adulti

Ottima perché la resa è elevata.

## Habitat
Cresce a gruppi di numerosi esemplari in boschi di conifere, raramente sotto latifoglie, fruttifica in autunno ed in inverno fino ai primi geli.

## Etimologia
Dal latino portentosus = robusto, per l'aspetto robusto del carpoforo.

## Sinonimi e binomi obsoleti
- Agaricus portentosus Fr., Systema mycologicum (Lundae) 1:39 (1821)
- Melanoleuca portentosa (Fr.) Murrill, North American Flora (New York) 10(1):23 (1914)